# Faddejevskihalvön

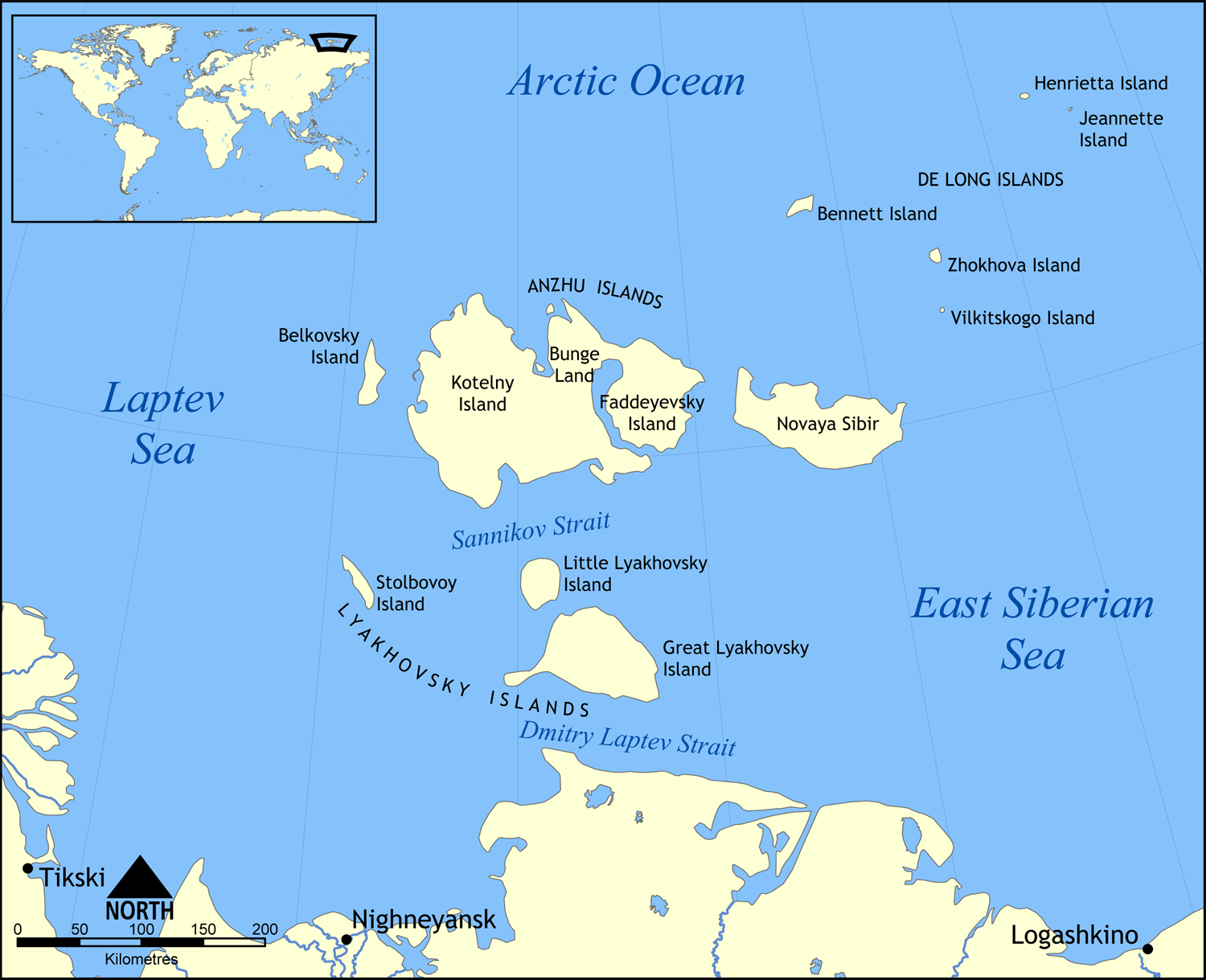
Områdeskarta

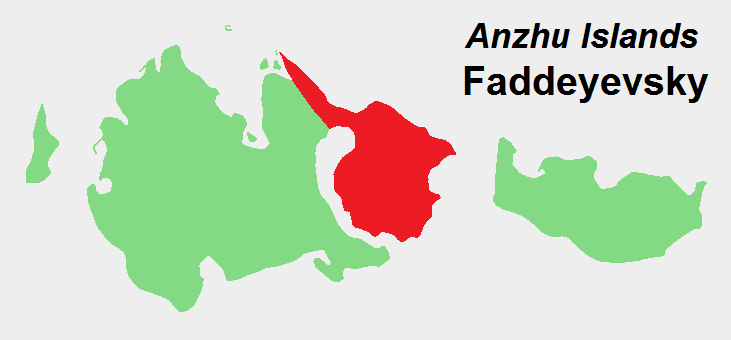
Lägeskarta

Faddejevskihalvön (ryska: Полуостров Фаддеевский, Poluostrov Faddejevskij) eller Faddejevskiön är en halvö på Kotelnyjön som tidigare var en egen ö i ögruppen Anzjus öar i Norra ishavet och tillhör Ryssland.

## Geografi
Faddejevskijön ligger ca 4.500 km nordöst om Moskva utanför Sibiriens nordöstra kust mellan Laptevhavet i väst och Östsibiriska havet i öst. Öns geografiska koordinater är 75°24′16″N 143°51′37″Ö / 75.40444°N 143.86028°Ö
Faddejevskijön förbinds genom sandbanken Bungeland med grannön Kotelnyjön.
Den obebodda ön är av vulkaniskt ursprung och har en areal om cirka 5.300 km². Den högsta höjden är cirka 65 m ö.h.
Öns vegetation består av låga växter då den ligger inom tundran. Förvaltningsmässigt ingår ögruppen i den ryska delrepubliken Sacha.

## Historia
Faddejevskijön upptäcktes kring 1773 av ryske köpmannen Ivan Ljachov under dennes upptäcktsresa i området.
1805 utforskades ön av ryssen Jakov Sannikov. Tillsammans med Mathias Hedenström utforskade han ånyo området åren 1808-1810. 1809 till 1811 genomförde även Mathias Hedenström en forskningsresa i området. Ön namngavs efter den ryske pälshandlaren Faddejev som hade byggt en stuga på ön.
Anzjus öar namngavs efter ryske sjöofficeren Pjotr Anzju (Peter Anjou) som under en forskningsexpedition åren 1820 till 1823 genom den östra delen av sibiriska ishavskusten under Ferdinand von Wrangel gjorde den första kartan över öarna.
Åren 1885 till 1886 och 1893 samt 1900-1902 genomförde balttyske upptäcktsresande Eduard Toll och Alexander Bunge i rysk tjänst en forskningsresa till området.